# جيك روبنز
جيك روبنز (بالإنجليزية: Jake Robbins)‏ هو لاعب كرة قاعدة أمريكي، ولد في 23 مايو 1976 في تشارلوت في الولايات المتحدة.

## وصلات خارجية
- جيك روبنز على موقعبيزبول رفرنس.كوم (الدوري الرئيسي) (الإنجليزية)